# Eduard Bähler (Politiker)
Eduard Bähler (* 13. Januar 1832 in Neuenegg; † 24. Januar 1910 in Biel) war ein Schweizer Arzt und Politiker (demokratische Bewegung).

## Leben
Bähler arbeitete als Arzt ab 1856 in Laupen und ab 1866 in Biel. Er nahm am Sonderbundskrieg teil und war ein Führer der Radikalen. Als Anhänger der demokratischen Bewegung trat er in den 1860er Jahren für die Erweiterung der Volksrechte ein. Ab 1868 war er Gemeinderat in Biel, von 1869 bis 1872 Bieler Stadtpräsident, von 1872 bis 1879 Berner Grossrat, von 1883 bis 1884 Mitglied des Verfassungsrates, und von 1887 bis 1908 Nationalrat der radikal-demokratischen Fraktion. Bähler bejahte die Kulturkampfpolitik der Berner Regierung und kämpfte auf kantonaler Ebene gegen die Trennung von Kirche und Staat. Im Nationalrat (Kommission für die Kranken- und Unfallversicherung) setzte Bähler sich für den Ausbau der Demokratie zudem auf wirtschaftlich-sozialem Gebiet ein. Er war Mitglied der Studentenverbindung Helvetia sowie Ehrenmitglied des Grütlivereins.

## Schriften (Auswahl)
- Dem Andenken des hochverdienten seeländischen Patrioten Dr. Johann Rudolf Schneider (geb. 1804, gest. 1880) gewidmet, Bern: Stämpfli 1902
- Der demokratische Umschwung 1830/31 im Seeland und das Ende der stadtbernischen Geschlechterherrschaft, Biel: Schüler 1906
- Die letzten Tage des alten Bern im Kampfe gegen Brunes Armee 1798. 3. Auflage des Tag von Neuenegg mit einem Porträt des Generaladjutanten (Johann) Weber <nach Anker>, einer Abbildung des Angriffs der Berner auf dem Landstuhl <von Walthardt> und einem Plan des Schlachtfeldes, Biel 1895
- S git numen eis Bärn: Jugenderinnerungen aus hundert Jahren. Beiträge von Eduard Bähler et al., hrsg. von Hans Sommer, 4., erw. Aufl., Bern: A. Francke 1979
- Vor fünfzig Jahren (1856). Erinnerungen von E. B., Biel: Schüler 1906